# حسن العظيم آبادي
الميرزا حسن بن أمان الله الدهلوي العظيم آبادي (ت. 1260 هـ). رجل دين ومتكلم شيعي هندي، من أعلام المدرسة الشيخيَّة إذ أنَّه من تلامذة كاظم الرشتي، الذي تزَّعم المدرسة الشيخيَّة بعد وفاة أستاذه أحمد بن زين الدين الأحسائي، ويقول محسن الأمين في ترجمته له: «من تلاميذ السيد كاظم بن قاسم الرشتي الحائري المشهور وبذلك يعلم أنه كان من الفرقة الكشفية»، والكشفيَّة لقب يطلقه على الشيخيَّة خصومهم، وقد ذكر عبد الحي اللكنوي شيخيَّة العظيم آبادي كذلك في ترجمته له في كتابه نزهة الخواطر بقوله «ورحل إلى كربلاء، ولازم الشيخ كاظم الرشتي واختار طريقته غير المرضيَّة عند عامة الشيعة».

## ولادته ونشأته
ينتمي العظيم آبادي إلى أسرة من دلهي غير أنّها تستوطن پتنا، ولم يسجل تاريخ ولادته في المصادر التي ترجمت له.

## هجرته إلى لكهنو والعراق
شدّ العظيم آبادي رحاله إلى لكهنو في مرحلة الشباب، وهناك كان أول احتكاك له مع حسين الهندي حيث درس عنده، وصنَّف في ذلك الوقت رسالته في صلاة الجمعة في ذلك الوقت في عشرينيات القرن السابع عشر، ثم ارتحل للحجّ وزيارة المقدّسات الشيعيَّة في العراق، وآثر الإقامة في كربلاء، وهناك صار من الأتباع المقرّبين لكاظم الرشتي المرجع الثاني للشيخيَّة بعد أحمد بن زين الدين الأحسائي، وبقي فترة معه في كربلاء متأثراً به.

## عودته إلى الهند
عاد العظيم آبادي سنة 1836 من العراق إلى لكهنو، واشتغل بالوعظ والخطابة ونشر آراء الأحسائي والرشتي على المنابر، بل وترجم كتاب حياة النفس للأحسائي من العربيَّة إلى الفارسيَّة. ووفقاً لبعض المصادر المعتمدة لدى الأطراف المناوئة للشيخيَّة، فإن العظيم آبادي إدّعى لنفسه الكشف. وكان حسين الهندي يرى أنّ من الأفضل تجاهل العظيم آبادي، غير أنّه وجد نفسه مجبوراً على الردّ على تلميذه السابق حينما رآى كثيراً من الناس ينساقون وراءه، وكان مهدي الأسترآبادي الذي له سوابق في مواجهة الشيخيّة في كرمانشاه؛ قد انضمّ لمواجهة العظيم الآبادي.
«فأنكر أستاذه حسين بن دلدار علي وبذل جهده في إصلاحه، وصنف الإفادات الحسينية في الرد على الرشتي»، وقد نقل اللكنوي بعض كلمات الهندي من مفتتح كتابه الإفادات الحسينية والمشتملة على نقد الهندي لتلميذه العظيم آبادي، فقال ضمن ما قال: «ومن غريب ما اتفق أن بعض أفاضل ممن قرأ علي دهراً طويلاً ووثقت به وواسيته لأنه سلك مسلكاً رضياً وما هو أحسن سبيلاً، سافر إلى حج بيت الله الحرام ثم إلى مشاهد أئمة العراق - عليهم ألف تحية وسلام - فوصل إلى خدمة علماء الحائر المنيف ونظر إلى معركة عظمى بين الوضيع والشريف وأدرك بها الفاضل الرشتي فألفاه بزعمه عالي الكعب في العلوم، فأحسن الظن به وبقي في صحبته واستفاد من خدمته ما أفسد عليه من عقيدته، ثم رجع إلينا وقد رشح في قلبه الباطل ثم استجازني فطويت عنه كشحاً وأعرضت وجهي عنه صفحاً وعرض لي التأسف وأخذني التلهف على ما أحدث في الإسلام والتبس على الأنام سيّما هذا الذي كان من خلاني الكرام وكنت أحسبه من أولي الأفهام فنبهته فلم ينتبه».

## وفاته
خرج سنة 1260 هـ من لكهنو يريد الارتحال إلى العراق مرَّة أخرى غير أنَّه توفي في طريقه بمدينة الله آباد، وكان ذلك في شهر رمضان من سنة 1260 هـ.

## مؤلفاته
من مؤلفاته ومصنفاته:
| - تنقيح الأصول. في أصول الفقه، مرتب على أربعة أصول. - تجهيز الجيش لكسر صنمي قريش. كتبه رداً على التحفة الإثني عشرية لعبد العزيز الدهلوي. - أصول الدين. - الأسئلة الدهلوية. يحوي هذا الكتاب مجموعة من الأسئلة كتبها لأستاذه كاظم الرشتي. | - كشف الظلام وقشع الغمام في المشيئة والإرادة من الملك العلام. - رسالة في صلاة الجمعة. - أنوار الشريعة. - ترجمة حياة النفس. ترجمة فارسيَّة لكتاب حياة النفس في حظيرة القدس للأحسائي. |